# Beg
Beg (celým vědeckým jménem Beg tse; podle himálajského božstva Beg-tse) byl rod malého dinosaura z kladu Neoceratopsia, který žil asi před 113 až 94 miliony let (v období rané až pozdní křídy, geologické věky alb až cenoman) na území dnešního jižního Mongolska (Jihogobijský ajmag).

## Historie

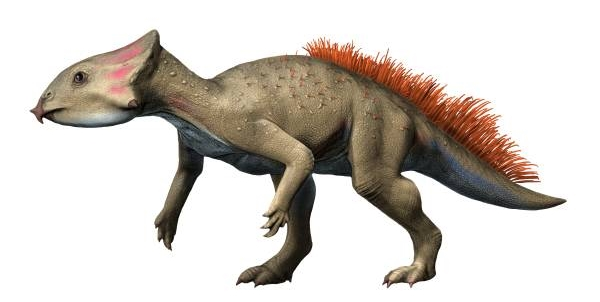
Rekonstrukce vzezření příbuzného rodu Aquilops, podobně mohl vypadat i Beg.

Fosilie tohoto malého rohatého dinosaura byly objeveny v sedimentech geologického souvrství Ulaanoosh (Ulán-oš) nedaleko města Tsogt-Ovoo v Jihogobijském ajmagu (jižní Mongolsko, poušť Gobi). Stáří tohoto nálezu činí zhruba 100 milionů let. Holotyp nese označení IGM 100/3652 a jedná se o téměř kompletní fosilii lebky a drobné fragmenty postkraniální kostry. Jméno dinosaura bylo zvoleno podle himálajského božstva Beg-tse, které představovalo boha války u mnoha mongolských kmenů.
Stejně jako lebka dinosaura je i představa zmíněného božstva založena na jeho drsném a „obrněném“ zevnějšku (tlusté a pevné kůži, zahrocených výčnělcích apod.). Typový druh Beg tse byl formálně popsán mezinárodním týmem paleontologů v září roku 2020.

## Popis a význam
Beg byl malým dinosaurem, dosahujícím celkové tělesné délky zhruba 1 metr. Jeho lebka měřila na délku přibližně 14 centimetrů (u holotypu), představoval tedy malého, pravděpodobně stádního býložravce. V současnosti se jedná o vývojově nejprimitivnějšího známého zástupce kladu Neoceratopsia, tedy vývojově pokročilejších rohatých dinosaurů (ceratopsů). Podle provedené fylogenetické analýzy se jedná o sesterský taxon ke všem ostatním neoceratopsům. Mezi jeho příbuzné patřily například rody Aquilops, Auroraceratops, Koreaceratops a další.